# Newton Wonder (manzana)
Newton Wonder es el nombre de la variedad cultivar de manzano (Malus domestica).
Es una variedad de manzana híbrido procedente del cruce como Parental-Madre 'Dumelow's Seedling' polinizado por variedad 'Blenheim Orange'. Criado por William Taylor en King's Newton, Melbourne, Derbyshire, Inglaterra. Introducido en los circuitos comerciales alrededor de 1887 cuando también recibió un Certificado de Primera Clase de la Royal Horticultural Society. Las frutas tienen una pulpa de textura bastante gruesa, moderadamente jugosa con un sabor subácido. Cocina muy bien.

## Historia
'Newton Wonder' es una variedad de manzana híbrido procedente del cruce como Parental-Madre 'Dumelow's Seedling' polinizado por variedad Parental-Padre 'Blenheim Orange'. Se dice que el árbol fue encontrado en la canaleta del techo del "pub" "Hardinge Arms Inn", en King's Newton, Melbourne, Derbyshire, Inglaterra (Reino Unido), como un manzano, por William Taylor, quien era el propietario del "pub" en ese momento. Luego plantó la plántula en el jardín del "pub" y de ese árbol se produjo la primera manzana 'Newton Wonder' en la década de 1870. El posadero de la época, Samuel Taylor, lo trasplantó a su jardín donde creció hasta mediados de los años cuarenta del siglo XX. Aunque no hay certeza, se cree que es un cruce de Parental-Madre 'Dumelow's Seedling' polinizado por variedad Parental-Padre 'Blenheim Orange'. Fue introducido comercialmente por viveristas "Pearson & Co." de Nottingham en 1887 y también recibió el Certificado de Primera Clase de la Royal Horticultural Society ese mismo año.
'Newton Wonder' se cultiva en la National Fruit Collection con el número de accesión: 1973-140 y Accession name: Newton Wonder.

## Características
'Newton Wonder' tiene un tiempo de floración que comienza a partir del 9 de mayo con el 10% de floración, para el 14 de mayo tiene una floración completa (80%), y para el 20 de mayo tiene un 90% de caída de pétalos. Presenta vecería. El árbol se desarrolla mejor con clima templado de influencia marítima.
'Newton Wonder' tiene una talla de fruto de grande a muy grande; forma redondeada, y a veces, redondeados y aplanados; con nervaduras ausentes y corona media; epidermis brillante y dura, con color de fondo amarillo verdoso, importancia del sobre color medio, con color del sobre color naranja a rojo, con sobre color patrón rayas / chapa, presentando chapa de rubor naranja a rojo intenso en la cara expuesta al sol, las lenticelas rojizas están esparcidas al azar por las caras, entremezcladas con puntos de colores claros, "russeting" (pardeamiento áspero superficial que presentan algunas variedades) muy bajo; cáliz de tamaño pequeño y parcialmente abierto, asentado en una cubeta de profundidad media y ancha; pedúnculo es de corto a medio largo y medio grueso, colocado en una cuenca de profundidad media y en forma de embudo que a veces presenta "russeting"; carne de color amarillo cremoso, firme y de grano grueso. Sabor jugoso y ácido.
Su tiempo de recogida de cosecha se inicia a mediados de octubre. Se conserva bien durante más de tres meses en una habitación fresca manteniendo su sabor de forma segura.

## Progenie
'Newton Wonder' es el Parental-Padre de la variedades cultivares de manzana:
- Howgate Wonder[4][6]

'Newton Wonder' ha dado origen a los Desportes variedades cultivares de manzana:
- Crimson Newton
- Marston Scarlet Wonder
- Red Newton Wonder[4][6]

## Usos
Si bien es una variedad demasiado agria para comer en fresco, es una buena manzana para cocinar o para hacer jugo. Al cocinar, la manzana se reduce a un puré que se puede agregar a pasteles, tartas o se puede usar como chutney. La manzana produce un sabor fuerte pero ligeramente dulce cuando se cocina y es mejor utilizarla cuando se madura al final de la temporada.

## Ploidismo
Diploide, parcialmente autofértil. Mejora su producción cuando se fertiliza con polen de Grupo de polinización: D, Día 14.

## Susceptibilidades
Susceptible al mildiu y a la sarna del manzano, y resistente al cancro. Hay que tener cuidado con los aerosoles que se le aplican, ya que el árbol no tolera el azufre. La enfermedad de las "manchas amargas" puede ser un problema.